# Beryl (telewizor)
Beryl – polski odbiornik telewizyjny produkowany przez zakłady WZT (Warszawskie Zakłady Telewizyjne), na początku lat 70. XX wieku.
Był to odbiornik 24 calowy, superheterodynowy przystosowany do odtwarzania telewizji czarno-białej, nadawanej według standardu OIRT w zakresach I-III pasma VHF, obejmujących 12 kanałów. Możliwe było wbudowanie konwertera do odbioru programów w zakresie IV i V pasma UHF.